# Dassault Mirage G
Dassault Mirage G – prototyp francuskiego, jednosilnikowego samolotu wielozadaniowego o zmiennej geometrii skrzydeł, opracowany przez firmę Dassault Aviation. Miał być stosowany jako samolot myśliwski lub uderzeniowy, przystosowany do przenoszenia broni jądrowej.
Jego początki sięgają 1964 roku, kiedy francuskie Ministerstwo Obrony wyraziło zainteresowanie opracowaniem maszyny o zmiennej geometrii skrzydeł, przystosowanej do krótkiego startu i lądowania z opcją użytkowania na lotniskowcu.
Jedyny egzemplarz pierwotnej, jednosilnikowej wersji *G utracono w wyniku awarii układów elektrycznych w locie 13 stycznia 1971, pilot Jean Coureau katapultował się.
(*powstały jeszcze 2 egzemplarze prototypowe dwusilnikowych maszyn o zmiennej geometrii: G8-01 /oblatany 8 maja 1971/ i G8-02 /oblot 13 lipca 1972/)